# Lista odcinków serialu Gra o tron

Logo serialu

Lista odcinków Gry o tron (ang. Game of Thrones) – amerykańskiego serialu, stworzonego na podstawie Pieśni lodu i ognia, sagi fantasy autorstwa amerykańskiego pisarza George’a R.R. Martina. Twórcami są David Benioff oraz D.B. Weiss. Akcja rozgrywa się na fikcyjnych kontynentach: Westeros i Essos i przedstawia losy wojny bogatych rodzin szlacheckich o Żelazny Tron Siedmiu Królestw.
Emitowany był od 17 kwietnia 2011 przez stację HBO. Od 18 kwietnia 2011 do 9 czerwca 2014 premiera w Polsce odbywała się o godzinie 22.00 w poniedziałki, dzień po premierze w USA. Od 16 czerwca 2014 premiera polska odbywała się równolegle z amerykańską, czyli o 3.00 w nocy czasu polskiego.
Serial został przedłużony o sezon siódmy i ósmy, który jest ostatnim sezonem produkcji. Seria siódma składa się z siedmiu zamiast tradycyjnie z dziesięciu odcinków, natomiast ósma składa się z sześciu odcinków. Premiera sezonu siódmego odbyła się 16 lipca 2017 roku, a sezonu ósmego 14 kwietnia 2019 roku.

## Przegląd sezonów
| Sezon | Sezon | Odcinki    | Na motywach powieści                                                                        | Emisja            | Emisja            | Emisja           | Emisja           |
| Sezon | Sezon | Odcinki    | Na motywach powieści                                                                        | Stany Zjednoczone | Stany Zjednoczone | Polska           | Polska           |
| Sezon | Sezon | Odcinki    | Na motywach powieści                                                                        | Premiera serii    | Finał serii       | Premiera serii   | Finał serii      |
| ----- | ----- | ---------- | ------------------------------------------------------------------------------------------- | ----------------- | ----------------- | ---------------- | ---------------- |
|       | 1     | 1–10 (10)  | Gra o tron                                                                                  | 17 kwietnia 2011  | 19 czerwca 2011   | 18 kwietnia 2011 | 20 czerwca 2011  |
|       | 2     | 11–20 (10) | Starcie królów                                                                              | 1 kwietnia 2012   | 3 czerwca 2012    | 2 kwietnia 2012  | 4 czerwca 2012   |
|       | 3     | 21–30 (10) | Nawałnica mieczy                                                                            | 31 marca 2013     | 9 czerwca 2013    | 1 kwietnia 2013  | 10 czerwca 2013  |
|       | 4     | 31–40 (10) | Nawałnica mieczy                                                                            | 6 kwietnia 2014   | 15 czerwca 2014   | 7 kwietnia 2014  | 16 czerwca 2014  |
|       | 5     | 41–50 (10) | Uczta dla wron i Taniec ze smokami                                                          | 12 kwietnia 2015  | 14 czerwca 2015   | 13 kwietnia 2015 | 15 czerwca 2015  |
|       | 6     | 51–60 (10) | Głównie oryginalny scenariusz oraz motywy z Uczty dla wron, Tańca ze smokami i Wichrów zimy | 24 kwietnia 2016  | 26 czerwca 2016   | 25 kwietnia 2016 | 27 czerwca 2016  |
|       | 7     | 61–67 (7)  | Głównie oryginalny scenariusz oraz motywy z niewydanych powieści                            | 16 lipca 2017     | 27 sierpnia 2017  | 17 lipca 2017    | 28 sierpnia 2017 |
|       | 8     | 68–73 (6)  | Głównie oryginalny scenariusz oraz motywy z niewydanych powieści                            | 14 kwietnia 2019  | 19 maja 2019      | 15 kwietnia 2019 | 20 maja 2019     |

## Seria 1 (2011)
| №  | #  | Tytuł                                 | Tytuł polski                 | Reżyseria      | Scenariusz                                                                          | Premiera (HBO)   | Premiera w Polsce (HBO) |
| -- | -- | ------------------------------------- | ---------------------------- | -------------- | ----------------------------------------------------------------------------------- | ---------------- | ----------------------- |
| 1  | 1  | Winter is Coming                      | Nadchodzi zima               | Tim Van Patten | David Benioff, D.B. Weiss                                                           | 17 kwietnia 2011 | 18 kwietnia 2011        |
| 2  | 2  | The Kingsroad                         | Królewski szlak              | Tim Van Patten | David Benioff, D.B. Weiss                                                           | 24 kwietnia 2011 | 25 kwietnia 2011        |
| 3  | 3  | Lord Snow                             | Lord Snow                    | Brian Kirk     | David Benioff, D.B. Weiss                                                           | 1 maja 2011      | 2 maja 2011             |
| 4  | 4  | Cripples, Bastards, and Broken Things | Kalecy, bękarci i im podobni | Brian Kirk     | Bryan Cogman                                                                        | 8 maja 2011      | 9 maja 2011             |
| 5  | 5  | The Wolf and the Lion                 | Wilk i Lew                   | Brian Kirk     | David Benioff, D.B. Weiss                                                           | 15 maja 2011     | 16 maja 2011            |
| 6  | 6  | A Golden Crown                        | Złota korona                 | Daniel Minahan | Fabuła: David Benioff, D.B. Weiss Dialogi: Jane Espenson, David Benioff, D.B. Weiss | 22 maja 2011     | 23 maja 2011            |
| 7  | 7  | You Win or You Die                    | Wygrywasz albo giniesz       | Daniel Minahan | David Benioff, D.B. Weiss                                                           | 29 maja 2011     | 30 maja 2011            |
| 8  | 8  | The Pointy End                        | Ostry koniec                 | Brian Kirk     | George R.R. Martin                                                                  | 5 czerwca 2011   | 6 czerwca 2011          |
| 9  | 9  | Baelor                                | Baelor                       | Alan Taylor    | David Benioff, D.B. Weiss                                                           | 12 czerwca 2011  | 13 czerwca 2011         |
| 10 | 10 | Fire and Blood                        | Ogień i Krew                 | Alan Taylor    | David Benioff, D.B. Weiss                                                           | 19 czerwca 2011  | 20 czerwca 2011         |

## Seria 2 (2012)
| №  | #  | Tytuł                      | Tytuł polski                    | Reżyseria      | Scenariusz                | Premiera (HBO)   | Premiera w Polsce (HBO) |
| -- | -- | -------------------------- | ------------------------------- | -------------- | ------------------------- | ---------------- | ----------------------- |
| 11 | 1  | The North Remembers        | Północ pamięta                  | Alan Taylor    | David Benioff, D.B. Weiss | 1 kwietnia 2012  | 2 kwietnia 2012         |
| 12 | 2  | The Night Lands            | Ciemne krainy                   | Alan Taylor    | David Benioff, D.B. Weiss | 8 kwietnia 2012  | 9 kwietnia 2012         |
| 13 | 3  | What Is Dead May Never Die | Co jest martwe, nigdy nie umrze | Alik Sakharov  | David Benioff, D.B. Weiss | 15 kwietnia 2012 | 16 kwietnia 2012        |
| 14 | 4  | Garden of Bones            | Ogród kości                     | David Petrarca | Vanessa Taylor            | 22 kwietnia 2012 | 23 kwietnia 2012        |
| 15 | 5  | The Ghost of Harrenhal     | Duch Harrenhal                  | David Petrarca | David Benioff, D.B. Weiss | 29 kwietnia 2012 | 30 kwietnia 2012        |
| 16 | 6  | The Old Gods and the New   | Starzy Bogowie i Nowi           | David Nutter   | Vanessa Taylor            | 6 maja 2012      | 7 maja 2012             |
| 17 | 7  | A Man Without Honor        | Człowiek bez honoru             | David Nutter   | David Benioff, D.B. Weiss | 13 maja 2012     | 14 maja 2012            |
| 18 | 8  | The Prince of Winterfell   | Książę Winterfell               | Alan Taylor    | David Benioff, D.B. Weiss | 20 maja 2012     | 21 maja 2012            |
| 19 | 9  | Blackwater                 | Czarny Nurt                     | Neil Marshall  | George R.R. Martin        | 27 maja 2012     | 28 maja 2012            |
| 20 | 10 | Valar Morghulis            | Valar Morghulis                 | Alan Taylor    | David Benioff, D.B. Weiss | 3 czerwca 2012   | 4 czerwca 2012          |

## Seria 3 (2013)
| №  | #  | Tytuł                        | Tytuł polski                      | Reżyseria         | Scenariusz                | Premiera (HBO)   | Premiera w Polsce (HBO) |
| -- | -- | ---------------------------- | --------------------------------- | ----------------- | ------------------------- | ---------------- | ----------------------- |
| 21 | 1  | Valar Dohaeris               | Valar Dohaeris                    | Daniel Minahan    | David Benioff, D.B. Weiss | 31 marca 2013    | 1 kwietnia 2013         |
| 22 | 2  | Dark Wings, Dark Words       | Mroczne skrzydła, mroczne słowa   | Daniel Minahan    | Vanessa Taylor            | 7 kwietnia 2013  | 8 kwietnia 2013         |
| 23 | 3  | Walk of Punishment           | Ścieżka kar                       | David Benioff     | David Benioff, D.B. Weiss | 14 kwietnia 2013 | 15 kwietnia 2013        |
| 24 | 4  | And Now His Watch Is Ended   | A teraz jego warta dobiegła końca | Alex Graves       | David Benioff, D.B. Weiss | 21 kwietnia 2013 | 22 kwietnia 2013        |
| 25 | 5  | Kissed by Fire               | Pocałowana przez ogień            | Alex Graves       | Bryan Cogman              | 28 kwietnia 2013 | 29 kwietnia 2013        |
| 26 | 6  | The Climb                    | Wspinaczka                        | Alik Sakharov     | David Benioff, D.B. Weiss | 5 maja 2013      | 6 maja 2013             |
| 27 | 7  | The Bear and the Maiden Fair | Niedźwiedź i dziewica cud         | Michelle MacLaren | George R.R. Martin        | 12 maja 2013     | 13 maja 2013            |
| 28 | 8  | Second Sons                  | Drudzy Synowie                    | Michelle MacLaren | David Benioff, D.B. Weiss | 19 maja 2013     | 20 maja 2013            |
| 29 | 9  | The Rains of Castamere       | Deszcze Castamere                 | David Nutter      | David Benioff, D.B. Weiss | 2 czerwca 2013   | 3 czerwca 2013          |
| 30 | 10 | Mhysa                        | Mhysa                             | David Nutter      | David Benioff, D.B. Weiss | 9 czerwca 2013   | 10 czerwca 2013         |

## Seria 4 (2014)
| №  | #  | Tytuł                      | Tytuł polski            | Reżyseria         | Scenariusz                | Premiera (HBO)   | Premiera w Polsce (HBO) |
| -- | -- | -------------------------- | ----------------------- | ----------------- | ------------------------- | ---------------- | ----------------------- |
| 31 | 1  | Two Swords                 | Dwa miecze              | D.B. Weiss        | David Benioff, D.B. Weiss | 6 kwietnia 2014  | 7 kwietnia 2014         |
| 32 | 2  | The Lion and the Rose      | Lew i Róża              | Alex Graves       | George R.R. Martin        | 13 kwietnia 2014 | 14 kwietnia 2014        |
| 33 | 3  | Breaker of Chains          | Wyzwoliciel z łańcuchów | Alex Graves       | David Benioff, D.B. Weiss | 20 kwietnia 2014 | 21 kwietnia 2014        |
| 34 | 4  | Oathkeeper                 | Wierny Przysiędze       | Michelle MacLaren | Bryan Cogman              | 27 kwietnia 2014 | 28 kwietnia 2014        |
| 35 | 5  | First of His Name          | Pierwszy tego imienia   | Michelle MacLaren | David Benioff, D.B. Weiss | 4 maja 2014      | 5 maja 2014             |
| 36 | 6  | The Laws of Gods and Men   | Prawa ludzi i bogów     | Alik Sakharov     | Bryan Cogman              | 11 maja 2014     | 12 maja 2014            |
| 37 | 7  | Mockingbird                | Przedrzeźniacz          | Alik Sakharov     | David Benioff, D.B. Weiss | 18 maja 2014     | 19 maja 2014            |
| 38 | 8  | The Mountain and the Viper | Góra i Żmija            | Alex Graves       | David Benioff, D.B. Weiss | 1 czerwca 2014   | 2 czerwca 2014          |
| 39 | 9  | The Watchers on the Wall   | Strażnicy na Murze      | Neil Marshall     | David Benioff, D.B. Weiss | 8 czerwca 2014   | 9 czerwca 2014          |
| 40 | 10 | The Children               | Dzieci                  | Alex Graves       | David Benioff, D.B. Weiss | 15 czerwca 2014  | 16 czerwca 2014         |

## Seria 5 (2015)
| №  | #  | Tytuł                        | Tytuł polski                       | Reżyseria        | Scenariusz                | Premiera (HBO)   | Premiera w Polsce (HBO) |
| -- | -- | ---------------------------- | ---------------------------------- | ---------------- | ------------------------- | ---------------- | ----------------------- |
| 41 | 1  | The Wars to Come             | Wojny, które nadejdą               | Michael Slovis   | David Benioff, D.B. Weiss | 12 kwietnia 2015 | 13 kwietnia 2015        |
| 42 | 2  | The House of Black and White | Dom Czerni i Bieli                 | Michael Slovis   | David Benioff, D.B. Weiss | 19 kwietnia 2015 | 20 kwietnia 2015        |
| 43 | 3  | High Sparrow                 | Wielki Wróbel                      | Mark Mylod       | David Benioff, D.B. Weiss | 26 kwietnia 2015 | 27 kwietnia 2015        |
| 44 | 4  | Sons of the Harpy            | Synowie Harpii                     | Mark Mylod       | Dave Hill                 | 3 maja 2015      | 4 maja 2015             |
| 45 | 5  | Kill the Boy                 | Zabij chłopca                      | Jeremy Podeswa   | Bryan Cogman              | 10 maja 2015     | 11 maja 2015            |
| 46 | 6  | Unbowed, Unbent, Unbroken    | Niezachwiani, nieugięci, niezłomni | Jeremy Podeswa   | Bryan Cogman              | 17 maja 2015     | 18 maja 2015            |
| 47 | 7  | The Gift                     | Dar                                | Miguel Sapochnik | David Benioff, D.B. Weiss | 24 maja 2015     | 25 maja 2015            |
| 48 | 8  | Hardhome                     | Hardhome                           | Miguel Sapochnik | David Benioff, D.B. Weiss | 31 maja 2015     | 1 czerwca 2015          |
| 49 | 9  | The Dance of Dragons         | Taniec Smoków                      | David Nutter     | David Benioff, D.B. Weiss | 7 czerwca 2015   | 8 czerwca 2015          |
| 50 | 10 | Mother's Mercy               | Miłosierdzie Matki                 | David Nutter     | David Benioff, D.B. Weiss | 14 czerwca 2015  | 15 czerwca 2015         |

## Seria 6 (2016)
| №  | #  | Tytuł                | Tytuł polski        | Reżyseria        | Scenariusz                | Premiera (HBO)   | Premiera w Polsce (HBO) |
| -- | -- | -------------------- | ------------------- | ---------------- | ------------------------- | ---------------- | ----------------------- |
| 51 | 1  | The Red Woman        | Czerwona kobieta    | Jeremy Podeswa   | David Benioff, D.B. Weiss | 24 kwietnia 2016 | 25 kwietnia 2016        |
| 52 | 2  | Home                 | Dom                 | Jeremy Podeswa   | Dave Hill                 | 1 maja 2016      | 2 maja 2016             |
| 53 | 3  | Oathbreaker          | Zdrajca             | Daniel Sackheim  | David Benioff, D.B. Weiss | 8 maja 2016      | 9 maja 2016             |
| 54 | 4  | Book of the Stranger | Księga Nieznajomego | Daniel Sackheim  | David Benioff, D.B. Weiss | 15 maja 2016     | 16 maja 2016            |
| 55 | 5  | The Door             | Drzwi               | Jack Bender      | David Benioff, D.B. Weiss | 22 maja 2016     | 23 maja 2016            |
| 56 | 6  | Blood of my Blood    | Krew mojej krwi     | Jack Bender      | Bryan Cogman              | 29 maja 2016     | 30 maja 2016            |
| 57 | 7  | The Broken Man       | Złamany             | Mark Mylod       | Bryan Cogman              | 5 czerwca 2016   | 6 czerwca 2016          |
| 58 | 8  | No One               | Nikt                | Mark Mylod       | David Benioff, D.B. Weiss | 12 czerwca 2016  | 13 czerwca 2016         |
| 59 | 9  | Battle of Bastards   | Bitwa bękartów      | Miguel Sapochnik | David Benioff, D.B. Weiss | 19 czerwca 2016  | 20 czerwca 2016         |
| 60 | 10 | Winds of Winter      | Wichry zimy         | Miguel Sapochnik | David Benioff, D.B. Weiss | 26 czerwca 2016  | 27 czerwca 2016         |

## Seria 7 (2017)
| №  | # | Tytuł                   | Tytuł polski            | Reżyseria      | Scenariusz               | Premiera (HBO)   | Premiera w Polsce (HBO) |
| -- | - | ----------------------- | ----------------------- | -------------- | ------------------------ | ---------------- | ----------------------- |
| 61 | 1 | Dragonstone             | Smocza Skała            | Jeremy Podeswa | David Benioff D.B. Weiss | 16 lipca 2017    | 17 lipca 2017           |
| 62 | 2 | Stormborn               | Zrodzona w Burzy        | Mark Mylod     | Bryan Cogman             | 23 lipca 2017    | 24 lipca 2017           |
| 63 | 3 | The Queen’s Justice     | Sprawiedliwość Królowej | Mark Mylod     | David Benioff D.B. Weiss | 30 lipca 2017    | 31 lipca 2017           |
| 64 | 4 | The Spoils of War       | Wojenne łupy            | Matt Shakman   | David Benioff D.B. Weiss | 6 sierpnia 2017  | 7 sierpnia 2017         |
| 65 | 5 | Eastwatch               | Wschodnia Strażnica     | Matt Shakman   | Dave Hill                | 13 sierpnia 2017 | 14 sierpnia 2017        |
| 66 | 6 | Beyond the Wall         | Za Murem                | Alan Taylor    | David Benioff D.B. Weiss | 20 sierpnia 2017 | 21 sierpnia 2017        |
| 67 | 7 | The Dragon and the Wolf | Smok i Wilk             | Jeremy Podeswa | David Benioff D.B. Weiss | 27 sierpnia 2017 | 28 sierpnia 2017        |

## Seria 8 (2019)
| №  | # | Tytuł                          | Tytuł polski            | Reżyseria                 | Scenariusz                | Premiera (HBO)   | Premiera w Polsce (HBO) |
| -- | - | ------------------------------ | ----------------------- | ------------------------- | ------------------------- | ---------------- | ----------------------- |
| 68 | 1 | Winterfell                     | Winterfell              | David Nutter              | Dave Hill                 | 14 kwietnia 2019 | 15 kwietnia 2019        |
| 69 | 2 | A Knight of the Seven Kingdoms | Rycerz Siedmiu Królestw | David Nutter              | Bryan Cogman              | 21 kwietnia 2019 | 22 kwietnia 2019        |
| 70 | 3 | The Long Night                 | Długa Noc               | Miguel Sapochnik          | David Benioff, D.B. Weiss | 28 kwietnia 2019 | 29 kwietnia 2019        |
| 71 | 4 | The Last of the Starks         | Ostatni ze Starków      | David Nutter              | David Benioff, D.B. Weiss | 5 maja 2019      | 6 maja 2019             |
| 72 | 5 | The Bells                      | Dzwony                  | Miguel Sapochnik          | David Benioff, D.B. Weiss | 12 maja 2019     | 13 maja 2019            |
| 73 | 6 | The Iron Throne                | Żelazny Tron            | David Benioff, D.B. Weiss | David Benioff, D.B. Weiss | 19 maja 2019     | 20 maja 2019            |